# Deep Springs College

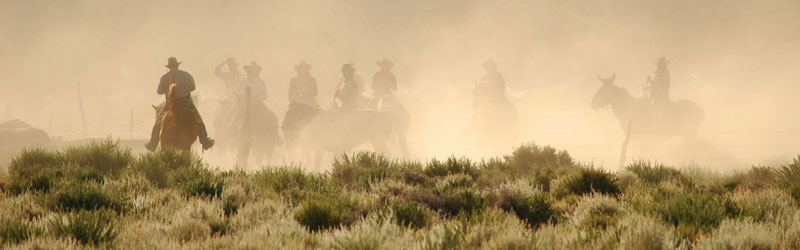
Deep Springs students and staff moving cattle.

Deep Springs College är ett privat amerikanskt college med två årskurser, beläget i Deep Springs-dalen i Inyo County i Kalifornien.
Deep Springs College har uppemot 26 elever med ett curriculum med parallell teoretisk undervisning och praktiskt arbete på skolans jordbruk. Alla elever är idag manliga, men skolans styrelse har tagit beslut om ta emot kvinniga elever från 2013. Det ligger i en mindre högplatådal öster om Sierra Nevada i östra Kalifornien mot gränsen till Nevada, 40 km från närmaste tätort och 72 km från närmaste stad, Bishop i Kalifornien.
Pedagogiken på Deep Springs College bygger på tre element: undervisning i filosofi och naturvetenskapliga ämnen, fysiskt arbete och elevsjälvbestämmande i utbildningsfrågor. Det liknar i vissa avseenden ett arbetskollektiv. Utöver studietid lägger eleverna ner minst 20 timmar per vecka på arbete på den egna jordbruksfastigheten på 1 700 hektar med odling av bland annat alfalfa, får- och boskapsskötsel samt mejeri.  
Utbildning samt kost och logi är gratis. Deep Springs College grundades 1917 av Lucien Lucius Nunn (1853-1925), en entreprenör från Telluride i Colorado, som tjänade en förmögenhet på att bygga kraftverk baserade på växelström i västra USA. Kraftverksbyggena krävde välutbildade ingenjörer som kunde leva under hårda villkor i obygder. Nunn hade svårigheter att rekrytera sådana från östkusten och startade därför utbildning i egen regi av ungdomar från området. Han intresserade sig mer och mer för utbildning, sålde sina industriella tillgångar och investerade dem i två skolor. Först grundade han 1911 Telluride Association, en utbildningsstiftelse vid Cornell University. Sedan han tyckt sig förstå att den fysiska miljön på Cornell underminerade hans pedagogiska idéer, köpte han 1917 den isolerade Deep Springs Ranch och grundade där Deep Springs College. Han medverkade i dess drift fram till sin död 1925.

## Externa länkar

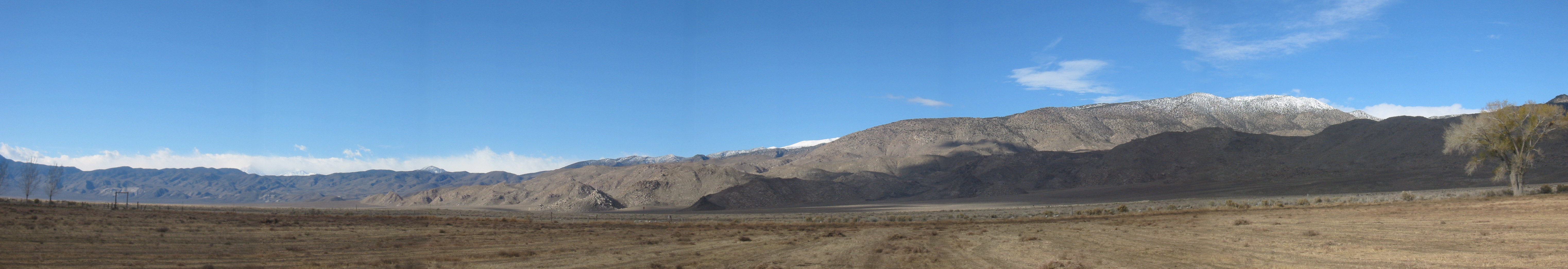
View from main ranch to Deep Springs Valley